# Leuchtfeuer Aurich
Das Leuchtfeuer Aurich steht im Stadthafen beim Betonwerk. Hier durchquert der Ems-Jade-Kanal die Stadt Aurich, Niedersachsen, Deutschland. Der Turm liegt an einer scharfen Kurve des Kanals. Es ist ein oben pyramidenförmig verjüngter, quadratischer Stahlskelettturm, weiß gestrichen. Ein rotes Tagzeichen umgibt die Mitte des Turms und ein rotes Band um die Galerie. Sein Leuchtfeuer in 12 Metern Höhe ist 7,5 Sekunden an, dann 7,5 Sekunden aus.
Der 1896 gebaute Feuerträger war bis 1961 bei Oslebshausen als Uferfeuer in Gebrauch. Er diente später dem Quermarkenfeuer Strandbad an der Weser gegenüber Brake. Nachdem er dort ausgedient hatte, stellte man ihn in Aurich auf.